# Bandera franco-ontariana

Bandera franco-ontariana.

La bandera franco-ontariana fue izada oficialmente por primera vez el 25 de septiembre de 1975 en la Universidad de Sudbury. Fue adoptada oficialmente por la Association canadienne-française de l'Ontario (ACFO, Asociación Canadiense-Francesa de Ontario) (actualmente la Association des communautés franco-ontariennes, Asociación de las comunidades franco-ontarianas) en 1977.
El verde y el blanco simbolizan el verano y el invierno de Ontario. El trillo blanco es la flor oficial de la provincia de Ontario. La flor de lis recuerda la pertenencia de la comunidad franco-ontariana a la francofonía mundial.
- Datos: Q826820
- Multimedia: Franco-Ontarian flag / Q826820